# František Lipka (lékárník)
František Lipka (3. srpna 1863, Boskovice – 24. prosince 1917, Boskovice) byl magistr farmacie, lékárník v drogerii a lékárně „U černého orla“ v Boskovicích a jeden z nejaktivnějších členů místního muzejního spolku a vybudovaného muzea – této práci se věnoval až do své smrti.

## Život
Narodil se v rodině zámečnického mistra Vincence Lipky a jeho manželky Františky, rozené Sychrové. Vystudoval české gymnázium v Brně a lékárnickou praxi vykonal v Přešticích. Poté nastoupil v lékárně v Boskovicích a přihlásil se jako mimořádný posluchač pražské univerzity a po dvou letech studia se stal magistrem lékárnictví. Po studiích se stal lékárníkem v Kutné Hoře, kde byl členem archeologického spolku Vocel. Dalšími místy jeho lékárnické praxe bylo Slaný, Hranice a Přerov. Nakonec se stal lékárníkem v Boskovicích, kde působil 14 let. Poté, co lékárnu prodal, usadil se v Letovicích.

## Dílo
Jeho práce se věnovaly se lokální historii, objevil řadu starožitností, byl též výborný fotograf a kreslíř. Spolu s boskovickým lékařem Karlem Snětinou založili muzeum v Boskovicích i tamní muzejní spolek (1905). Prováděl řadu průzkumů i menších výzkumů (např. lužické pohřebiště v Lysicích, z jeho aktivit je ovšem nejvýznamnější působení na keltském oppidu Staré Hradisko. Zde společně Karlem Snětinou v letech 1907 až 1912 prováděli výzkumné práce, s jejichž výsledky nejen pohotově a vyčerpávajícím způsobem seznámili odbornou veřejnost, ale na jejich základě i správně ztotožnili kulturu obyvatel Starého Hradiska s kulturou obyvatel českých Stradonic.

## Publikace
- Stradonice moravské?, Pravěk V, 1909, str. 35–38.
- Staré Hradisko. Gallské oppidum na Moravě. Časopis Moravského zemského musea XII, 1912, str. 73–92, 298–309 (s Karlem Snětinou)
- Staré Hradisko. Gallské oppidum na Moravě. Časopis Moravského zemského musea XIII, 1913, str. 112–13 (s Karlem Snětinou)